# Albrechtsbach
Der Albrechtsbach, obersorbisch Albrechtowka oder Hołborka, ist ein kleiner linker Nebenfluss des Kotitzer Wassers im Oberlausitzer Gefilde in Sachsen.

## Verlauf

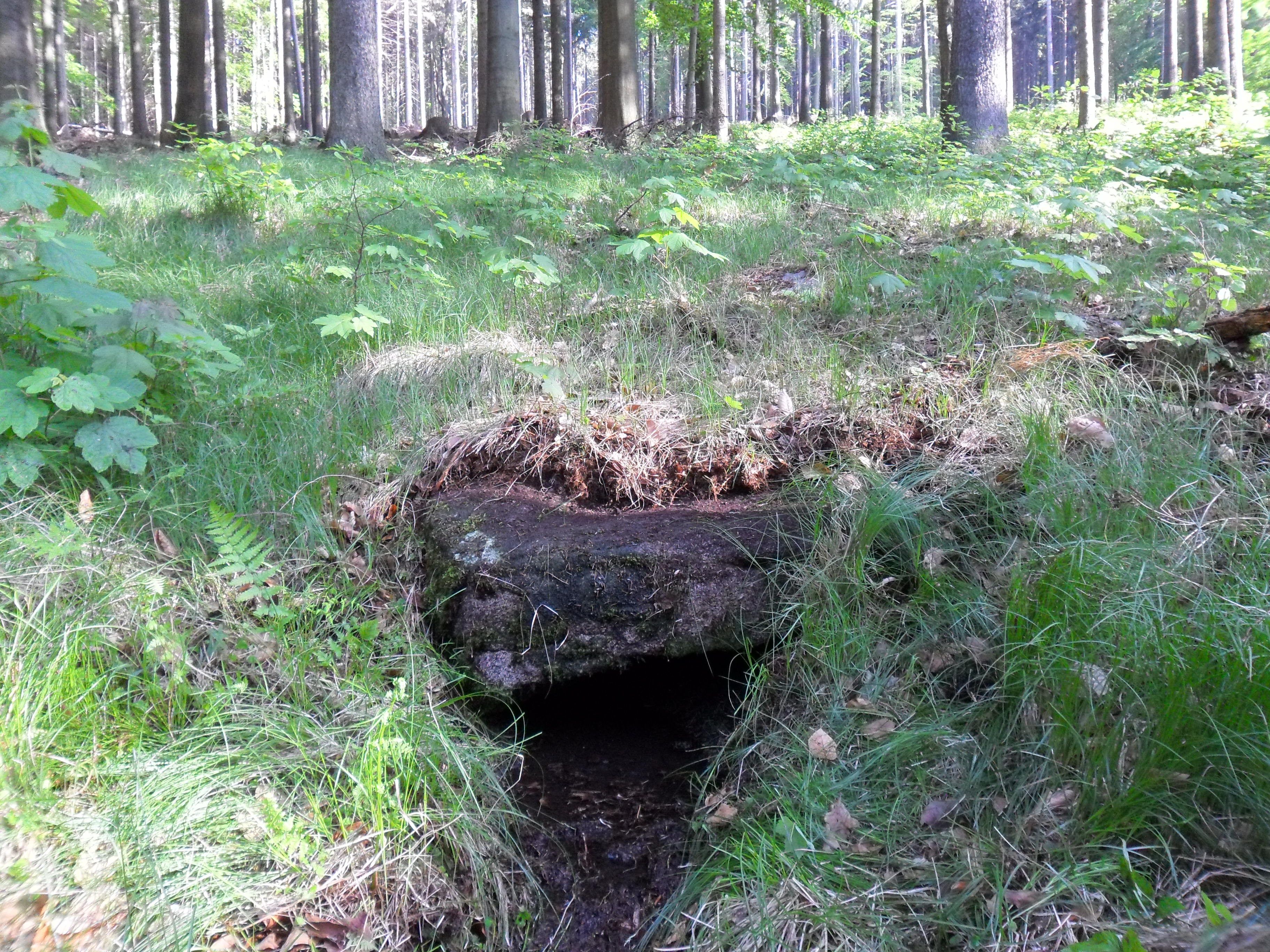
Albrechtsbachquelle – am Nordhang des Czorneboh, auf ca.

Die Quelle des Albrechtsbaches liegt etwa zwei Kilometer südlich des Ortsteils Rachlau der Gemeinde Kubschütz auf etwa 300 m ü. NHN am Nordhang des Czorneboh. Der Bach fließt zunächst nach Nordwesten in Richtung Bautzen, schwenkt dann nach Nordosten und wird westlich des Bautzener Ortsteils Auritz von der Bundesstraße 6 überquert. In manchen Karten und im Volksmund wird dagegen auch das Boblitzer Wasser, das in Boblitz bei Oberkaina entspringt und dem Albrechtsbach bei Nadelwitz von links zufließt, als Albrechtsbach bezeichnet. Aus diesem Grund gibt es im Bautzener Ortsteil Strehla eine Straße „Am Albrechtsbach“.
Im weiteren Verlauf fließt der Albrechtsbach durch Niederkaina, wo er nach rechts auf ostnordöstlichen Lauf dreht. Danach passiert er den Ort Kreckwitz, in dem er ab der Hauptbrücke des Ortes die sogenannte Flutrinne durchfließt, ein etwa zwei Kilometer langes künstliches Flussbett. Dieser schnurgerade Graben lief mehrere Jahre lang dem natürlichen Bachlauf parallel. Dieser zeigte hier eine Vielzahl von Mäandern und üppigen Uferbewuchs, er wurde dann aber in den achtziger Jahren in der Spätzeit der DDR zugeschüttet, um Nutzland zu vergrößern, zusammenzuführen und zu meliorieren, ein damals umstrittenes Unterfangen. Den alten Bachverlauf kann man heute noch an einigen Bäumen erkennen, die mitten auf dem heutigen Feld stehen.
Danach unterquert der Bach die Bundesautobahn 4 und erreicht daraufhin Kleinbautzen und Preititz. Nach weiteren rund anderthalb Kilometern mündet der Albrechtsbach nach einem Lauf von ungefähr 16 km in das Kotitzer Wasser. Der Albrechtsbach ist kurz vor seiner Mündung ca. 2,5 m breit und zwischen 40 und 70 cm tief. Die Fließgeschwindigkeit beträgt bei normalem Wasserstand ca. 60 cm/s.

## Hochwasser
Der Albrechtsbach ist gewöhnlich ein sehr kleiner und ruhiger Bach, der im Durchschnitt eine Breite von etwa 1,6 m und eine Tiefe von 40 cm hat. Er ist aber den Anwohnern als sehr launischer und unberechenbarer Bach bekannt; denn er schwillt bei entsprechender Witterung sehr schnell an und tritt über seine Ufer, innerhalb von zwei Stunden kann er bei Starkregen so zu einem reißenden Fluss von über 3 m Wassertiefe anwachsen. (Zuletzt so geschehen beim Hochwasser von 1981.) Regelmäßig sogar überschwemmt er unmittelbar angrenzende Häuser, Gärten, Straßen und verursacht dabei jedes Jahr große Schäden. Bis heute gibt es keinen wirksamen Hochwasserschutz etwa durch Rückhaltebecken oder andere Maßnahmen. Grund dafür ist unter anderem die unscheinbare Wasserführung in den „normalen“ Perioden.

## Wasserqualität
Der Albrechtsbach war bis zur Re-Industrialisierung nach dem Zweiten Weltkrieg in der DDR ein sehr sauberer, quellklarer Bach. Zeitzeugen berichten, dass man im Albrechtsbach Forellen antreffen konnte. Dies änderte sich ab den 1950er Jahren, Abwässer aus Industrie und Kläranlagen vor allem aus Bautzen verschmutzten nun den Bach sehr stark. So blieb es bis in die 1990er Jahre. Damals war der Albrechtsbach ein stinkendes, schwarzes, manchmal auch milchig weißes Gewässer, ohne jeden tierischen oder pflanzlichen Bewohner. Seither hat sich die Gewässersituation erholt, bis in die 2000er Jahre hatte sich die Wasserqualität entscheidend verbessert.